# Homalothecium tenerrimum
Homalothecium tenerrimum là một loài rêu trong họ Brachytheciaceae. Loài này được Müll. Hal. A. Jaeger mô tả khoa học đầu tiên năm 1878.